# Areeiro (São Mateus)
O Areeiro é uma localidade portuguesa da freguesia da São Mateus, concelho da Madalena do Pico, ilha do Pico, arquipélago dos Açores. 
Este povoado encontra-se localizado próximo ao Pesqueirão, à Ponta Gossa, ao Campo Raso e à Ginjeira,